# Аріанта чорна
Аріанта чорна (Arianta aethiops), або аріанта ефіопська — вид черевоногих з родини Helicidae.
Вид занесено до Червоної книги України.

## Морфологічні ознаки
Черепашка чорна (губа устя біла), кубареподібна, з 5 обертами. Висота черепашки — 14-17 мм, її ширина — 19-23 мм.

## Поширення
Північна частина східних Карпат, лише високогірні ділянки Українських Карпат.

## Особливості біології
Пояс смерекових лісів, субальпійської рослинності та кам'яні розсипи на полонинах.

## Загрози та охорона
Загрози: загибель при лісогосподарських роботах та випасі худоби.
Заходи з охорони не розроблені.